# ميف ماغواير
ميف ماغواير (بالإنجليزية: Maeve McGuire)‏ هي ممثلة أمريكية، ولدت في 24 يوليو 1937 في كليفلاند في الولايات المتحدة.

## أعمال

### مسلسلات
- عالم آخر

## وصلات خارجية
- ميف ماغواير على موقع IMDb (الإنجليزية)
- ميف ماغواير على موقع ألو سيني (الفرنسية)
- ميف ماغواير على موقع أول موفي (الإنجليزية)
- ميف ماغواير على موقع قاعدة بيانات برودواي على الإنترنت (الإنجليزية)
- ميف ماغواير على موقع قاعدة بيانات الأفلام السويدية (السويدية)
- ميف ماغواير على موقع قاعدة بيانات الفيلم (الإنجليزية)
- ميف ماغواير على موقع كينوبويسك (الروسية)